# Stazioni della metropolitana di Baku
La metropolitana di Baku è composta da tre linee con una lunghezza totale di 40,3 km e 27 stazioni.

## Rete
| Nome    | Linea | Tratta                      | Data apertura | Lunghezza | Stazioni |
| ------- | ----- | --------------------------- | ------------- | --------- | -------- |
| Linea 1 | 1     | İçərişəhər ↔ Həzi Aslanov   | 1967          | 20,1 km   | 13       |
| Linea 2 | 2     | Şah İsmail Xətai ↔ Dərnəgül | 1976          | 14,5 km   | 10       |
| Linea 3 | 2     | Xocəsən ↔ 8 Noyabr          | 2016          | 5,7 km    | 4        |

## Stazioni

### Linea 1
| Stazione          | Data apertura    | Uscite                                    | Nome precedente   |
| ----------------- | ---------------- | ----------------------------------------- | ----------------- |
| İçərişəhər        | 6 novembre 1967  |                                           | Bakı Soveti       |
| Sahil             | 6 novembre 1967  |                                           | 26 Bakı Komissarı |
| 28 May            | 6 novembre 1967  |                                           | 28 Aprel          |
| Gənclik           | 6 novembre 1967  | Via Fətəli xan Xoyski e Atatürk prospekti |                   |
| Nəriman Nərimanov | 6 novembre 1967  | Via Təbriz e Via Ağa Neymətulla           |                   |
| Ulduz             | 5 maggio 1970    |                                           |                   |
| Koroğlu           | 6 novembre 1972  | Stazione «8 km» e l'autostazione          | Məşədi Əzizbəyov  |
| Qara Qarayev      | 6 novembre 1972  |                                           | Avrora            |
| Neftçilər         | 6 novembre 1972  |                                           |                   |
| Bakmil            | 28 marzo 1979    |                                           | Elektrozavod      |
| Xalqlar Dostluğu  | 28 aprile 1989   |                                           |                   |
| Əhmədli           | 28 aprile 1989   |                                           |                   |
| Həzi Aslanov      | 10 dicembre 2002 | Via Huda Məmmədov e Via Məhəmməd Hadi     |                   |

### Linea 2
| Stazione           | Data apertura    | Uscite                          | Nome precedente       |
| ------------------ | ---------------- | ------------------------------- | --------------------- |
| Xətai              | 22 febbraio 1968 |                                 | Şaumyan               |
| Nizami             | 31 dicembre 1976 |                                 |                       |
| Elmlər Akademiyası | 31 dicembre 1985 |                                 |                       |
| İnşaatçılar        | 31 dicembre 1985 |                                 |                       |
| 20 Yanvar          | 31 dicembre 1985 |                                 | XI Qızıl Ordu Meydanı |
| Memar Əcəmi        | 31 dicembre 1985 | Via Cavadxan                    |                       |
| Cəfər Cabbarlı     | 27 dicembre 1993 |                                 |                       |
| Nəsimi             | 9 ottobre 2008   |                                 |                       |
| Azadlıq prospekti  | 30 dicembre 2009 | Distretto 8 e Azadlıq prospekti |                       |
| Dərnəgül           | 29 giugno 2011   |                                 |                       |

### Linea 3
| Stazione      | Data apertura    | Uscite | Nome precedente |
| ------------- | ---------------- | ------ | --------------- |
| Memar Əcəmi-2 | 19 aprile 2016   |        |                 |
| Avtovağzal    | 19 aprile 2016   |        |                 |
| 8 Noyabr      | 29 maggio 2021   |        |                 |
| Xocəsən       | 23 dicembre 2022 |        |                 |